# Observatorio Astronómico de Mercedes
El Observatorio Astronómico Municipal de Mercedes "Ing. Ángel Di Palma" es un observatorio astronómico localizado en la ciudad de Mercedes, provincia de Buenos Aires, Argentina. Su código Minor Planet Center es 833. Depende de la Dirección de Cultura y Educación de la Municipalidad de Mercedes.

## Historia
El Observatorio Astronómico Municipal de Mercedes (OAMM) fue creado en el año 1974, como reconocimiento oficial a las actividades iniciadas varios años antes (mediados de los ´60) por un grupo de aficionados. Lleva el nombre de quien fuera su fundador y primer director, Ing. Ángel Di Palma. Comenzó a funcionar en 1978. En 2007 fue reubicado en una zona rural, para tener mejor calidad de cielo, protegido por una ordenanza municipal que preserva el cielo del lugar en un radio de 1 km.

## Actividades
Divulgación (atención al público, todos los días viernes por la noche y en eventos especiales, contando con cielo despejado; atención a contingentes de aficionados, etc.), docencia informal (dictado de cursos y talleres, atención a instituciones educativas que lo requieran), y observaciones de carácter científico (facilidades observacionales para y con terceros, de estrellas variables y de cúmulos abiertos, entre otros objetos).

## Instalaciones

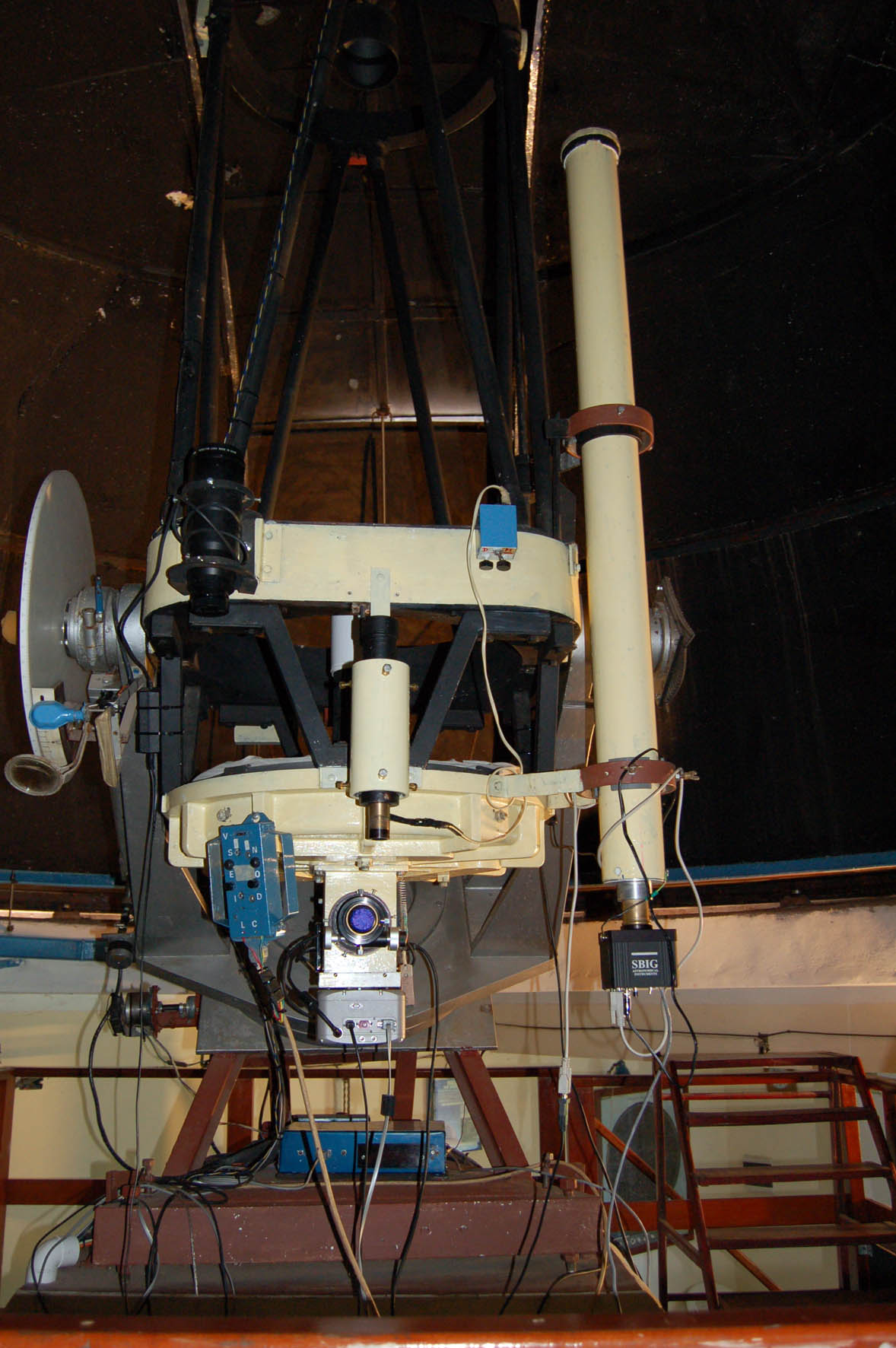
Telescopio tipo Cassegrain de 0,6 metros de diámetro con el que cuenta el Observatorio

El observatorio se ubica en un predio de aproximadamente media hectárea, cedido por la Dirección General de Cultura y Educación de la Provincia de Buenos Aires, detrás de la escuela rural N.º 15. Su acceso es por ruta provincial N.º 41, entre las localidades de Mercedes y San Andrés de Giles.
El observatorio cuenta con un telescopio Cassegrain (reflector) clásico de 60 cm de diámetro y relación focal f/d=17.5, con montura ecuatorial en horquilla. Una cámara CCD con filtros UBV(RI) y H alpha (continuo y línea 7nm) colocada en el foco Cassegrain, se utiliza para observaciones científicas por un convenio con el observatorio de La Plata. Este telescopio está alojado en un albergue, dotado de una cúpula motorizada de 6 m de diámetro. El diseño original del mismo es del Ing. Ludovico Hordij. Posteriormente se le realizaron varios cambios y mejoras, tanto por personal municipal como por terceros, en mecánica y electrónica. La óptica actualmente usada fue realizada por el Laboratorio de óptica calibración y ensayo de La Plata.
El observatorio cuenta con taller mecánico para reparaciones de equipos.
Otro instrumento en este Observatorio es un telescopio reflector Cassegrain clásico de 30 cm de diámetro y relación focal f/d=20, con montura ecuatorial alemana, alojado en otra cúpula de 3 m de diámetro.
También opera un All - Sky Imager (ASI), equipo perteneciente a la Universidad de Boston. Se lo utiliza para estudios de la alta atmósfera. El equipo es automático y se lo controla en forma remota vía Internet. Se pueden ver imágenes en tiempo real en Web ASI
El observatorio también cuenta con una estación meteorológica automática que brinda datos meteorológicos en tiempo real. Sus datos se pueden ver en web sensores observatorio y centro ciudad de Mercedes (enlace roto disponible en Internet Archive; véase el historial, la primera versión y la última).